# Casa de Cacos
A Casa de Cacos é um exemplar da arquitetura fantástica construída e ornamentada pelo geólogo Carlos Luís de Almeida, na cidade de Contagem.
A obra foi criada entre 1963 e 1989, ano em que morreu Almeida.
A casa, a calçada e os móveis são revestidos por fragmentos coloridos de louça e vidro, formando vários desenhos. Considerada um patrimônio para Contagem, a Casa possui inúmeros exemplares da linguagem do mosaico.
Foi comprada pela prefeitura de Contagem em 1991 e tombada em 2000